# Île Sainte-Hélène (Michigan)
L'île Sainte-Hélène est une île inhabitée  située dans le détroit de Mackinac à l'approche du lac Michigan, au large du canton de Moran (en)  et à 16 km à l'ouest de l'île Mackinac, dans le comté de Mackinac (Michigan aux USA). 

## Historique
Du point de vue des Grands Lacs, le fait le plus important sur l'île Sainte-Hélène sont les eaux peu profondes qui s'étendent vers l'extérieur depuis le point le plus au sud-est de la petite île. Danger pour la navigation, le haut-fond a inspiré la construction en 1873 d'un phare. Le phare de l'île Sainte-Hélène a non seulement averti les plaisanciers de l'éloignement du haut-fond, mais a également guidé les navires en direction est vers les détroits étroits de Mackinac. Le phare, qui constitue désormais les seuls bâtiments construits de l'île, reste une aide active à la navigation depuis 2014.
En revanche, la rive nord de l'île possède un port naturel (quoique peu profond) sur sa rive nord. Historiquement, cette baie abritait à la fois les Amérindiens et les voyageurs , qui cherchaient un abri contre les tempêtes violente, prévisibles et notoires du sud-ouest, qui entraîneraient des vagues qui gagneraient en force avec la longueur du lac.

## Espace naturel
L'île, qui a été acheté par le Little Traverse Conservancy (en)  sert actuellement de refuge et de lieu de reproduction pour les oiseaux piscivores, tels que le balbuzard pêcheur et le grand héron.